# Paul Loicq
Paul Loicq (ur. 11 sierpnia 1888 w Brukseli, zm. 26 marca 1953 w Sint-Genesius-Rode) – belgijski hokeista, sędzia hokejowy i działacz hokeja na lodzie, prezydent IIHF w latach 1922–1947.

## Życiorys
Paul Loicq karierę rozpoczął w 1905 roku w Cercle des Patineurs Bruxelles, w którym grał przez całą karierę do 1924 roku. Zdobył z tym klubem trzykrotnie mistrzostwo Belgii (1914, 1920, 1921). W latach 1909–1920 w reprezentacji Belgii rozegrał 18 meczów i strzelił 2 bramki. Z reprezentacją Belgii zdobył mistrzostwo Europy (1913) oraz trzykrotnie zdobył brązowy medal tej imprezy (1910, 1911, 1914), a także grał na letnich igrzyskach olimpijskich 1920 w Antwerpii, na których reprezentacja Belgii zajęła 7. miejsce.
Paul Loicq po zakończeniu kariery zajął się działalnością w hokeju na lodzie i w innych sportach zimowych. W latach 1920–1935 był prezesem Belgijskiego Związku Hokeja na Lodzie (RBIHF), a także pełnił funkcję prezesa klubu łyżwiarskiego Skaters Club of Brussels, Belgijskiego Związku Łyżwiarkiego i Belgijskiej Ligi Sportów Zimowych. W latach 1920–1922 wiceprezydent, a w latach 1922–1947 prezydent Międzynarodowego Związku Hokeja na Lodzie (IIHF). W ciągu 25 lat kadencji Loicq doprowadził do popularyzaji hokeja na lodzie w Europie, który w 1924 roku został włączony do dyscyplin zimowych igrzysk olimpijskich podczas turnieju olimpijskiego 1924 w Chamonix oraz w 1930 roku zorganizował pierwsze oficjalne mistrzostw świata - turniej 1930 w Austrii, Francji i Niemczech, a mistrzostwa Europy zostały połączone z mistrzostwami świata, a także utworzył Międzynarodowe Kolegium Sędziów. Za jego kadencji w szeregi IIHF wstąpiło 16 reprezentacji, w tym 11 stycznia 1926 roku reprezentacja Polski.
Paul Loicq był również sędzią hokejowym. Sędziował 65 oficjalnych meczów igrzysk olimpijskich (1924, 1928, 1936), mistrzostw Europy (1923, 1925, 1926, 1929, 1932) oraz mistrzostw świata (1930, 1931, 1933, 1934, 1935).
Paul Loicq studiował prawo na Université Libre de Bruxelles. Podczas I wojny światowej służył w Siłach Zbrojnych Belgii, natomiast w czasie II wojny światowej pod stopniem pułkownika był liderem belgijskiego ruchu oporu, a po zakończeniu II wojny światowej uczestniczył w procesach norymberskich.
Paul Loicq zmarł 26 marca 1953 w Sint-Genesius-Rode w wieku 64 lat.

## Upamiętnienie
Od 1998 roku jest przyznawana nagroda imienia Paula Loicqa - Paul Loicq Award za wybitne zasługi dla hokeja na lodzie.

## Statystyki
| Rok   | Drużyna | Turniej  | Miejsce | M  | G | A | Pkt |
| ----- | ------- | -------- | ------- | -- | - | - | --- |
| 1909  | Belgia  | Chamonix | 4       | 1  | 0 | 0 | 0   |
| 1910  | Belgia  | LIGH     | 3       | 2  | 0 | 0 | 0   |
| 1910  | Belgia  | ME       | 3       | 3  | 0 | 0 | 0   |
| 1911  | Belgia  | ME       | 3       | 3  | 1 | 0 | 1   |
| 1913  | Belgia  | ME       | 1       | 3  | 0 | 0 | 0   |
| 1914  | Belgia  | ME       | 3       | 2  | 0 | 0 | 0   |
| 1920  | Belgia  | IO       | 7       | 1  | 0 | 0 | 0   |
| Razem | Razem   | Razem    | Razem   | 18 | 2 | 0 | 1   |

## Sukcesy

### Cercle des Patineurs Bruxelles
- Mistrzostwo Belgii (1914, 1920, 1921)

### Reprezentacyjne
- Mistrzostwo Europy: 1913
- Brązowy medal mistrzostw Europy: 1910, 1911, 1914

## Wyróżnienia
- 1961: Członek Hockey Hall of Fame
- 1997: Członek Galerii Sławy IIHF